# Weltmeister EX5
Weltmeister EX5 або WM Motor EX5 — компактний електричний кросовер, який виготовляється китайським виробником WM Motor під брендом Weltmeister. Модель була вперше анонсована в грудні 2017 року і представлена публіці в травні 2018 року на Пекінському автосалоні. Масове виробництво EX5 почалося у вересні 2018 року.
«Weltmeister» в перекладі з німецької означає «чемпіон світу».

## Опис

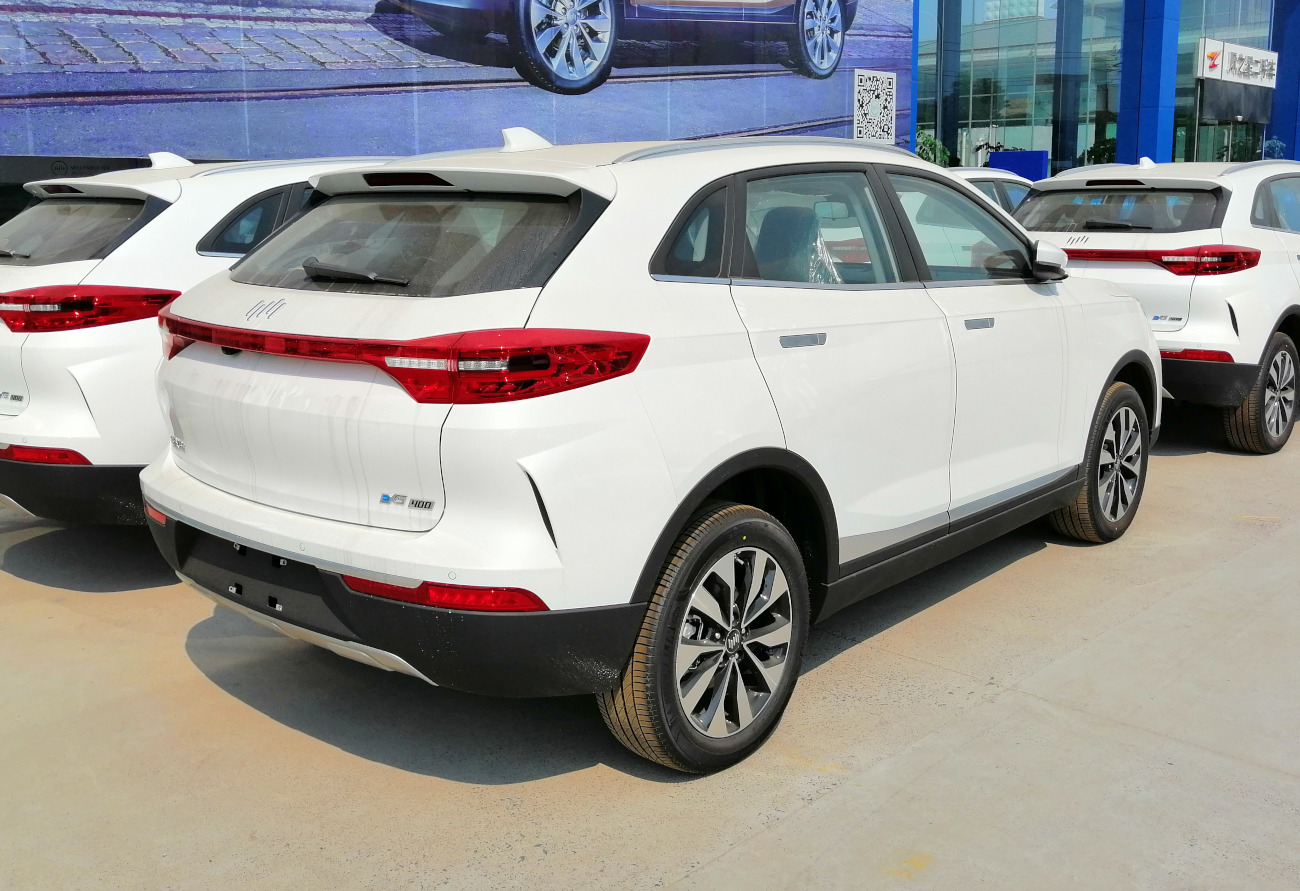

Серійна версія WM Motor EX5 дебютувала на Пекінському автосалоні 2018 року. Ціна EX5 коливається від 139 800 юанів (~20 000 доларів США) до 189 800 юанів (~27 100 доларів США), включаючи субсидії китайського уряду на електромобілі.
Є три варіанти EX5: EX5 400 Mate, EX5 400 і EX5 520. Обидва EX5 400 Mate і EX5 400 оснащені батареєю ємністю 52,5 кВт·год, яка забезпечує запас ходу 400 кілометрів за стандартом NEDC. EX5 520 оснащений батареєю ємністю 69 кВт·год і забезпечує запас ходу 520 кілометрів за циклом NEDC. У всіх варіантах EX5 двигун WM використовує електроприводні модулі потужністю 218 к. с. (160 кВт) від BorgWarner, які можуть забезпечити до 315 Н·м крутного моменту.
WM Motor постачає домашній зарядний пристрій потужністю 6,6 кВт, 220 В, який може повністю зарядити EX5 за 8,5—9 годин. Зарядка від 30 % до 80 % займає 30 хвилин при використанні швидких зарядних пристроїв постійного струму 120 кВт.
EX5 побудовано на основі трьох основних технологій: електричної трансмісії «Living Motion», інтелектуальної системи допомоги водієві «Living Pilot» із функціями автономного водіння L2 ADAS, а також операційної системи «Living Engine», яка пропонує інтелектуальне підключення та інтерактивні функції в салоні.
28 вересня 2018 року, через рік після початку виробництва EX5, компанія оголосила, що поставила понад 16 000 EX5, причому ця модель зберегла показник задоволеності клієнтів 97 %.